# Радовање (Велика Плана)
Радовање је насеље у Србији у општини Велика Плана у Подунавском округу. Према попису из 2022. има 501 становника (према попису из 2011. било је 543 становника).
Село је познато по томе што је ту по наредби Милоша Обреновића убијен Карађорђе у ноћи између 13. и 14. јула 1817. године

## Историја
Село Радовање лежи југозападно од Велике Плане. У арачким списковима из првих десетина 19. века не помиње се као самостално насеље. По попису из 1921. године Радовање је имало 191 кућу са 914 становника. По подацима Г. Т. Радивојевића Радовање спада у групу села, која су постала у доба Кочине Крајине. У то доба је у ово село дошло 13 породица, док су све остале млађе. У најстарије породице се убрајају: Лазовићи, Павићи, Обалаши, Стругаревићи, Милутиновићи, и Аћимовићи; све су ове породице дошле у доба Кочине Крајине, остале су породице дошле после првог Устанка и то од Тимока, из Ресаве, из Груже, из Старог Влаха, и из околних села.
О постанку имена овога места разно се прича. Једни веле да је име дошло по некоме Радовану Пикљи, који се први овамо доселио. Други причају да је селу дао ово име кнез Лазар, а да се дотле звало Омајска. Из Омајске је, веле, дошло на Косово 70 најбољих оклопника, и кад их кнез Лазар видео увикнуо је «ево мога радовања». Када их је упитао одакле су и они му казали, веле да је рекао да се село зове Радовање. По трећима, у селу је за време Турака живело 70 Радована који успеју да умакну Турцима и да побегну у Немачку. Због спасења тих 70 Радована, веле, село је названо Радовање.
У атару овога села, испод данашњег гробља, има камење од неке старе грађевине, за коју мисле да је била црква.
На страни брда Крушчице постоји место „Драгићевца“ где је била ливада са трлом некога Драгића Војковића. Ту, у густом лугу, у зору 13. јула 1817. године мучки је на спавању убијен Карађорђе Петровић. У близини Драгићевице је црква Покајница за коју се прича да ју је подигао Вујица Вулићевић (кум Карађођев), кајући се што је наредио да се Карађорђе убије.
Село је подигло школску зграду 1898. године; ова зграда упропашћена за време рата, а нова зграда подигнута 1921. године. (подаци крајем 1921. године).

## Демографија
У насељу Радовање живи 556 пунолетних становника, а просечна старост становништва износи 42,2 година (41,5 код мушкараца и 42,8 код жена). У насељу има 205 домаћинстава, а просечан број чланова по домаћинству је 3,36.
Ово насеље је великим делом насељено Србима (према попису из 2002. године), а у последња три пописа, примећен је пад у броју становника.
|  |

| Демографија | Демографија | Демографија |
| Година      | Становника  | Становника  |
| ----------- | ----------- | ----------- |
| 1948.       | 1.129       |             |
| 1953.       | 1.131       |             |
| 1961.       | 937         |             |
| 1971.       | 840         |             |
| 1981.       | 847         |             |
| 1991.       | 770         | 717         |
| 2002.       | 689         | 764         |
| 2011.       | 543         |             |
| 2022.       | 501         |             |

| Етнички састав према попису из 2002.‍ | Етнички састав према попису из 2002.‍ | Етнички састав према попису из 2002.‍ | Етнички састав према попису из 2002.‍ | Етнички састав према попису из 2002.‍ |
| ------------------------------------ | ------------------------------------ | ------------------------------------ | ------------------------------------ | ------------------------------------ |
|                                      |                                      |                                      |                                      |                                      |
| Срби                                 | Срби                                 |                                      | 685                                  | 99,41%                               |
| непознато                            | непознато                            |                                      | 4                                    | 0,58%                                |

| Година пописа     | 1948. | 1953. | 1961. | 1971. | 1981. | 1991. | 2002. |
| ----------------- | ----- | ----- | ----- | ----- | ----- | ----- | ----- |
| Број домаћинстава | 244   | 249   | 245   | 238   | 235   | 215   | 205   |

| Број чланова      | 1  | 2  | 3  | 4  | 5  | 6  | 7 | 8 | 9 | 10 и више | Просек |
| ----------------- | -- | -- | -- | -- | -- | -- | - | - | - | --------- | ------ |
| Број домаћинстава | 43 | 55 | 19 | 28 | 18 | 26 | 9 | 6 | 0 | 1         | 3,36   |

| Пол    | Укупно | Неожењен/Неудата | Ожењен/Удата | Удовац/Удовица | Разведен/Разведена | Непознато |
| ------ | ------ | ---------------- | ------------ | -------------- | ------------------ | --------- |
| Мушки  | 280    | 67               | 183          | 20             | 9                  | 1         |
| Женски | 293    | 31               | 193          | 56             | 10                 | 3         |
| УКУПНО | 573    | 98               | 376          | 76             | 19                 | 4         |

| Пол    | Укупно                    | Пољопривреда, лов и шумарство | Рибарство                            | Вађење руде и камена | Прерађивачка индустрија       |
| ------ | ------------------------- | ----------------------------- | ------------------------------------ | -------------------- | ----------------------------- |
| Мушки  | 168                       | 125                           | 0                                    | 0                    | 14                            |
| Женски | 83                        | 64                            | 0                                    | 0                    | 5                             |
| УКУПНО | 251                       | 189                           | 0                                    | 0                    | 19                            |
| Пол    | Производња и снабдевање   | Грађевинарство                | Трговина                             | Хотели и ресторани   | Саобраћај, складиштење и везе |
| Мушки  | 0                         | 9                             | 2                                    | 6                    | 5                             |
| Женски | 0                         | 0                             | 3                                    | 4                    | 1                             |
| УКУПНО | 0                         | 9                             | 5                                    | 10                   | 6                             |
| Пол    | Финансијско посредовање   | Некретнине                    | Државна управа и одбрана             | Образовање           | Здравствени и социјални рад   |
| Мушки  | 0                         | 0                             | 3                                    | 1                    | 3                             |
| Женски | 0                         | 1                             | 0                                    | 3                    | 1                             |
| УКУПНО | 0                         | 1                             | 3                                    | 4                    | 4                             |
| Пол    | Остале услужне активности | Приватна домаћинства          | Екстериторијалне организације и тела | Непознато            | Непознато                     |
| Мушки  | 0                         | 0                             | 0                                    | 0                    | 0                             |
| Женски | 1                         | 0                             | 0                                    | 0                    | 0                             |
| УКУПНО | 1                         | 0                             | 0                                    | 0                    | 0                             |

### Коришћена Литература
- Извор Монографија Подунавске области 1812-1927. објавјено (1927 г.)„Напредак Панчево,,
- „Летопис“: Подунавска места и обичаји Марина (Беч 1999 г.). Летопис период 1812 – 2009 г. Саставио од Писаних трагова, Летописа, по предању места у Јужној Србији, места и обичаји настанак села ко су били Досељеници чиме се бавили мештани
- Напомена

У уводном делу аутор је дао кратак историјски преглед овог подручја од праисторијских времена до стварање државе Краљевине Срба, Хрвата и Словенаца. Највећи прилог у овом делу чине ,»Летописи« и трудио се да не пропусти ниједну важну чињеницу у прошлости описиваних места.